# Oak Tower
Oak Tower, también llamado Bell Telephone Building, es un rascacielos de 28 pisos en el centro de Kansas City, en el estado de Misuri (Estados Unidos). Fue terminado en 1913, mide 116 metros de altura y tiene 28 pisos.
Hoit, Price & Barnes, una firma local que concibió muchas de las estructuras emblemáticas de Kansas City, diseñó el edificio en asociación con I.R. Timlin como la sede del recientemente consolidado Southwestern System de Bell Telephone Co.

## Historia
Se inició la construcción de las calles Once y Oak en 1917, pero debido a la escasez de mano de obra y materiales durante la Primera Guerra Mundial, la construcción se retrasó y no se completó hasta 1920. El nuevo edificio sirvió como sede general de Southwestern Bell durante solo un año antes de que la compañía trasladara su oficina principal a San Louis. A partir de entonces, la torre sirvió como sede de las operaciones de Southwestern Bell en Misuri. Fue diseñada por Hoit, Price & Barnes y I.R. Timlin.
La torre tenía originalmente 14 pisos y 56 metros de altura, sin ningún retranqueo, pero la compañía telefónica de rápido crecimiento pronto requirió más espacio. Una adición completada por los mismos arquitectos en 1929 duplicó la altura de la torre y la convirtió en el edificio más alto de Misuri hasta que el Kansas City Power & Light Building lo superó en 1931.
La mitad superior de Oak Tower se construyó con Haydite, el primer hormigón ligero estructural moderno, que recientemente había sido inventado y patentado en Kansas City por Stephen J. Hayde. La ampliación de la torre en 1929 fue el primer proyecto importante en utilizar el nuevo material de construcción y permitió la adición de catorce pisos nuevos, seis más de los que hubieran sido posibles con el hormigón convencional.
El contratista del edificio, Swenson Construction Co., también construyó otros edificios emblemáticos de Kansas City, incluidos Kansas City Power & Light Building, 909 Walnut, Jackson County Courthouse, Kansas City City Hall, Kansas City Live Stock Exchange y Western Auto Building.
El 11 de enero de 1965, durante una tormenta de nieve, un avión monomotor se estrelló contra el piso 28 del edificio en la esquina que da a Oak Street y 11th Street, matando a las cuatro personas a bordo.
La fachada original de terracota de Oak Tower estaba cubierta de estuco blanco cuando se vendió en 1974.

## Centro de datos
En la actualidad, Oak Tower es uno de los edificios de tránsito de fibra clave para Kansas City y alberga un centro de datos de Nivel II de 840 m². En 2013, el centro de datos de colocación es operado por Netsolus y es portador neutral. En septiembre de 2018, el centro de datos de Nivel II, operado por Netsolus, tiene 1.000 m² y es la sede de varios proveedores claves de tránsito y telecomunicaciones, como Cogent, Verizon y Zayo. Netsolus también opera centros de datos en Phoenix, Denver y Omaha. Fundada en 2000, Netsolus se encuentra en la Oak Tower, en la Suite 1640.

## Encales externos
- «Oak Tower» (en inglés). Emporis.

- Datos: Q7073736